# 630年代
630年代（ろっぴゃくさんじゅうねんだい）は、西暦（ユリウス暦）630年から639年までの10年間を指す十年紀。

## できごと

### 630年
- ムハンマドがメッカを征服。

### 632年
- ムハンマドが没し、イスラム教団でカリフ制度がはじまる。

### 636年
- シリア地方のヤルムーク河畔の戦いで、皇帝ヘラクレイオス率いる東ローマ帝国軍がイスラム帝国軍に惨敗。サーサーン朝から奪回した領土を再び失う。